# Copa Fares Lopes de 2022
A Taça Fares Lopes de 2022 foi a décima terceira edição desta competição futebolística organizada pela Federação Cearense de Futebol (FCF). Foi disputada por cinco equipes entre com início em 28 de setembro.

## Regulamento
A edição de 2022 foi disputada por cinco agremiações. O regulamento da competição teve algumas modificações em relação a edição passada. Agora realizada em fase única no sistema de pontos corridos, onde os participantes se enfrentaram todos contra todos em jogos de ida e volta, sendo dez rodadas com duas partidas cada uma.
A agremiação campeã originalmente seria premiada com vaga para a Primeira Fase da Copa do Brasil 2023, no entanto, o torneio não cumpriu com o requisito da Confederação Brasileira de Futebol de ter, no mínimo, quatro participantes disputando a primeira divisão do campeonato estadual. Desse modo, a vaga no torneio nacional foi redistribuída com base na classificação final do Campeonato Cearense de 2022.

## Classificação

### Fase única
Última atualização: 12 de novembro.
- Fonte: Federação Cearense de Futebol

## Premiação

### Campeão
| Copa Fares Lopes 2022        |
| ---------------------------- |
| Pacajus Campeão (1.º título) |